# Porte d'entrée
De porte d'entrée is in de microbiologie de plaats waar een ziekmakend micro-organisme, pathogeen, het lichaam binnendringt.
Onder porte d'entrée worden neus, mond, keel en andere natuurlijke lichaamsopeningen verstaan. Huid en slijmvliezen vormen een natuurlijke barrière voor het pathogeen. Soms kunnen de pathogenen deze barrière doorbreken door bijvoorbeeld passage door een wondje of injectienaald.
De porte d'entrée van een ziekteverwekker is belangrijk, omdat in het ene geval wel, in het andere geval geen infectie ontstaat. 
Zo kan de malariaparasiet zonder schade worden ingeslikt, maar bij binnendringen van de bloedbaan veroorzaakt de parasiet malaria.

## Anders
Porte d'entrée kan ook de toegang naar een stad of een gebied zijn: een poort, of de toegang tot een woning: een deur.